# Giulio Torrini
Giulio Torrini (Firenze, 12 agosto 1914 – Firenze, 2 luglio 2005) è stato un fotografo, fotoreporter e giornalista italiano.

## Biografia
Giulio Torrini nacque a Firenze il 12 agosto 1914. Nel capoluogo toscano si è svolta tutta la sua attività, con una pausa di due anni trascorsi in Argentina (dal 1948 al 1950), dove incontrò Evita Perón. Sposato con Vanda, ha avuto tre figli: Giuliana, Vera e Brunellesco.
Nel 1944 fonda a Firenze l'agenzia Foto Torrini, poi Torrini Fotogiornalismo, con sede in via San Gallo 131r, poi al 99r (attualmente l'agenzia ha sede in via della Condotta 20r). Specializzatosi in fotogiornalismo, ha lavorato per agenzie quali l'Agenzia Giornalistica Italia, l'Associated Press, la United Press International e per le principali testate giornalistiche fiorentine e italiane, come “Il Giornale del Mattino” (dal 1953 al 1966), l'“Avvenire”, “Paese Sera”.
Momenti particolarmente significativi della storia di Firenze da lui documentati sono la liberazione (1944), il dopoguerra e la ricostruzione, l'alluvione del 1966. Francesco Bellini che insieme a Fabrizio Giovannozzi ha rilevato l'agenzia Torrini dopo aver a lungo collaborato col figlio Brunellesco, ricorda che Giulio Torrini scattò la sua ultima foto l'11 febbraio 1986 al senatore Giovanni Spadolini in visita alla vedova di Lando Conti, ucciso il giorno precedente dalle Brigate Rosse.
Gli oltre tre milioni di immagini di Firenze del ricchissimo archivio costituito in decenni di attività a partire dal 1944 dall'agenzia creata da Giulio Torrini sono ampiamente rappresentati in numerosi libri fotografici. Essi costituiscono una fotocronaca della Toscana e in particolare di Firenze di eccezionale valore documentario. Come ha scritto nel 1994 Luciano Bausi, sindaco del capoluogo toscano dal 1967 al 1974, Torrini è stato «uno dei più attendibili testimoni della storia di Firenze degli ultimi 50 anni. Un testimone preciso e pronto com'è l'occhio della Leica con la quale ha eternato mezzo secolo di storia di Firenze».
Imponente è anche la serie di personaggi celebri di ogni campo ritratti in occasione delle loro visite a Firenze, da Charlie Chaplin, al giovane Kennedy, allo scià di persia Reza Pahlavi, da Elizabeth Taylor a Sophia Loren.
Iscritto all'Ordine dei Giornalisti e socio (poi onorario) dell'Associazione Italiana Reporters Fotografi (AIRF), il 3 gennaio 1981 fu nominato Cavaliere del lavoro dal presidente Pertini.

## Opere
- Giulio Torrini, Firenze: immagini 1944-1994, Firenze, Arti grafiche Giorgi e Gambi, 1994.